# فرودگاه کووایل
فرودگاه کووایل  (به انگلیسی: Kwail Airport) یک فرودگاه نظامی است . این فرودگاه در کشور کره شمالی قرار دارد و در ارتفاع ۱۲ متری از سطح دریا واقع شده است.